# Idéologie et rationalité dans l'histoire des sciences de la vie
Idéologie et rationalité dans l'histoire des sciences de la vie est un ouvrage du philosophe et épistémologue Georges Canguilhem paru en 1977
. Il traite de l'usage idéologique des théories biologiques, c'est-à-dire de l'utilisation à des fins éthiques, politiques et sociologiques des thèses et des résultats expérimentaux issus de la biologie. Plus généralement, il tente « d'examiner les rapports entre épistémologie et histoire des sciences ».

## Contenu
Georges Canguilhem pose une question fondamentale : « cette science du passé est-elle un passé de la science d'aujourd'hui ?" ». C'est-à-dire, une science du passé (une science dans son passé, décrite par une histoire des sciences) est-elle le passé d'une science d'aujourd'hui ? Il préconise la « discontinuité épistémologique » et la « méthode historique de récurrence épistémologique » afin d'éclairer la complexité de la production de connaissances et de savoirs, qui ne saurait pas être une production linéaire et progressive. Canguilhem cite Suzanne Bachelard (Épistémologie et Histoire des Sciences) : « Que l'activité de l'historien soit rétrospective lui impose des limites, mais lui donne des pouvoirs. L'historien construit son objet dans un espace-temps idéal. À lui d'éviter que cet espace temps soit imaginaire ». Il ne s’agit donc pas de légitimer les découvertes scientifiques par les juxtapositions de connaissances, seulement valides a posteriori. Il ne s’agit donc pas non plus de rétroactivement retrouver le fil conducteur d’une pensée linéaire et préétablie que le « devenir effectif ne pouvait suivre », mais d’identifier les lignes de démarcation établies tout au long de l’histoire entre l’erreur et la vérité : « Il est inévitable que soit posée la question de savoir si l’histoire de ce qui est science authentique doit exclure, ou tolérer ou bien revendiquer et inclure aussi l’histoire des rapports d’éviction de l’inauthentique par l’authentique
. »Alors, comment l'historien doit-il rendre intelligible une formation dont la constitution n’est pas linéaire ? 
Georges Canguilhem y développe le concept d'« idéologie scientifique », dont il a proposé une définition lors de sa conférence intitulée : Qu'est-ce qu'une idéologie scientifique ? donnée en octobre 1969 à Varsovie. Le concept d’idéologie scientifique caractérise une pensée pré-scientifique, elle est une « aventure intellectuelle » antérieure à la constitution et la formalisation d’une science et de ses exigences méthodologiques. L’antériorité de l’idéologie scientifique à une science permet d’insister le fait que la rationalité scientifique n’est pas une « rationalité d’essence », mais une rationalité qui se déploie dans une pratique. Cela permet de réinsérer la formalisation d’une science et la production de la connaissance à la fois sur le plan des faits mais aussi des valeurs : il s'agit de valoriser les retards, les ruptures et les discontinuités qui participent en silence à constituer une science. 
Georges Canguilhem définit une idéologie scientifique d'abord comme une sorte de proto-science, c'est-à-dire une science qui n'est pas encore arrivée à maturité, qui prend son modèle sur une science déjà constituée, mais qui du fait qu'elle n'appréhende pas son objet dans sa spécificité a un fondement mal assuré et utilise des méthodes approximatives. L'idéologie vient alors suppléer le manque de précision et de rigueur dans la définition de cet objet, en projetant sur lui des idées et des valeurs qui lui sont étrangères, mais qui en retour légitiment les pratiques sociales et l'ordre politique et économique. 
Canguilhem illustre cette définition avec l'évolutionnisme tel que le concevait Herbert Spencer :

« L'idéologie évolutionniste [de Spencer] fonctionne comme une auto-justification des intérêts d'un type de société, la société industrielle en conflit avec la société traditionnelle d'une part, avec la revendication sociale d'autre part. Idéologie anti-théologique d'une part, anti-socialiste d'autre part. Nous retrouvons ici le concept marxiste d'idéologie, comme étant la représentation de la réalité naturelle ou sociale dont la vérité ne réside pas dans ce qu'elle dit, mais dans ce qu'elle tait
. »

Par ailleurs, dans cet ouvrage, Canguilhem rend hommage à Althusser.

## Interprétation
Selon Gérard Nissim Amzallag et André Pichot, la biologie moderne, et notamment le darwinisme, la génétique et la biologie moléculaire, répondrait à la définition d'une idéologie scientifique. Le caractère idéologique de la biologie actuelle serait attesté par le fait qu'il n'existe pas à l'heure actuelle — même si ces dernières années de nombreux chercheurs commencent à percevoir l'importance du problème — de définition scientifique de la notion de vie qui fasse l'unanimité.